# Birmingham Classic 2023
Birmingham Classic 2023 (cunoscut și sub numele de Rothesay Classic Birmingham din motive de sponsorizare) a fost un turneu profesionist de tenis pentru femei, care s-a jucat pe terenuri cu iarbă, în aer liber. A fost cea de-a 41-a ediție a turneului și a fost clasificat ca turneu de nivel WTA 250 pe Circuitul WTA 2023. A avut loc la Edgbaston Priory Club din Birmingham, Regatul Unit, în perioada 19 – 25 iunie 2023.

## Campioni

### Simplu
Pentru mai multe informații consultați Birmingham Classic 2023 – Simplu

### Dublu
Pentru mai multe informații consultați Birmingham Classic 2023 – Dublu

## Distribuția punctelor
| Probă  | C   | F   | SF  | QF | R16 | R32 | Q   | Q2  | Q1  |
| Simplu | 280 | 180 | 110 | 60 | 30  | 1   | 18  | 12  | 1   |
| Dublu  | 280 | 180 | 110 | 60 | 1   | N/A | N/A | N/A | N/A |